# Alegria 81
Alegria 81 (Alegria 82 e Alegria 83 nos anos seguintes) foi um programa humorístico semanal produzido em 1981 pela TVS (atualmente SBT). Junto com o Reapertura (remontagem do Apertura da TV Tupi), foi o primeiro humorístico da emissora.

## História
Como a ideia da TVS era apresentar programas sem grandes requintes de qualidade ou criação, a ideia era atrair a audiência vendendo uma imagem de que a emissora era a única que mostrava programas com a "verdadeira" linguagem do povo, sem os artificialismos dos padrões de qualidade das concorrentes. Por isso, o slogan de lançamento do Alegria 81 foi "o humor do povo para o povo". Detto Costa, o diretor do programa, resumia os objetivos do programa com duas máximas do humorismo: "Devemos nos lembrar que somos iguais ao povo e não superiores a eles. E o povo não gosta de raciocinar para entender o sentido de uma piada, porque ele já raciocina demais para sobreviver".
Alegria 81 era estrelado pelo humorista Renato Corte Real, fazendo seus personagens tipicamente amalucados que o fizeram famoso quando ainda trabalhava na TV Globo ao lado de Jô Soares no início da década de 70. Mas o programa também trazia outros excelentes humoristas, a maioria trazida da TV Tupi, que havia falido no ano anterior: Gibe (conhecido por ter interpretado o Papai Papudo, no programa infantil Bozo), Turíbio Ruiz (o primeiro Alfredo dos comerciais do Papel Higiênico Neve), Rony Cócegas, Felisberto Duarte (o "Feliz"), Iran Lima, Consuelo Leandro, Gaguinho, Dino Santana, Jack Militello, Marly Marley , Jorge Loredo (interpretando seu famoso personagem Zé Bonitinho), Simplício (interpretando " O homem de Itu ), Renato Master, Wilza Carla, Chocolate, Célia Coutinho entre outros.
Augusto Liberato, o Gugu, também participou do humorístico em seu primeiro trabalho como apresentador, conduzindo a seção de desafios e pegadinhas. Graças ao bom desempenho, acabou ganhando seu próprio programa na TVS, o Viva a Noite, estreado em 1982. O diretor do programa, Detto Costa, também produziria pegadinhas no Topa Tudo por Dinheiro e no Domingão do Faustão.
Foi também o primeiro programa de televisão em que Eduardo dos Reis Peixoto fez participações especiais. Foi em 1982 que Eduardo conheceu a dupla Janela e Janelinha, protagonizado por Carlos Alberto de Oliveira e Carlos Júnior. O trio foi parar na TV Gazeta num quadro de humor do programa A Turma da Pipoca, com Wandeko Pipoka em 1983, onde tinha Eduardo, Carlos, Carlos Júnior e 15 palhaços.
Alegria 81 era exibido às quintas-feiras às 21h. Apesar do ótimo elenco e dos quadros bem roteirizados, foi um programa de audiência mediana, exibido logo após a novela das 8 da TV Globo - que, na época, não tinha concorrentes em audiência. Agravando a situação, em 1982 a TV Globo lançou, no mesmo horário, o Chico Anysio Show.
O programa foi cancelado em 1983 após o falecimento de Renato Corte Real, ocorrido em maio do ano anterior.

## Elenco
- Amandio
- Arlindo Barreto
- Augusto Liberato
- Bisu
- Carlos Aguiar
- Carlos Bucka
- Colé
- Célia Coutinho
- Chocolate
- Consuelo Leandro
- Dino Santana
- Fafá
- Felisberto Duarte
- Gaguinho
- Gibe
- Iran Lima
- Jack Militello
- Jerry Di Marco
- Jorge Loredo
- Leda Figueiró
- Márcia Maria
- Marly Marley
- Matilde Mastrangi
- Paula Mendes
- Renato Corte Real
- Renato Master
- Roberto Azevêdo
- Ruth Romcy
- René D'Andrade
- Rony Cócegas
- Turíbio Ruiz
- Walter Ribeiro